# Hannah Steele

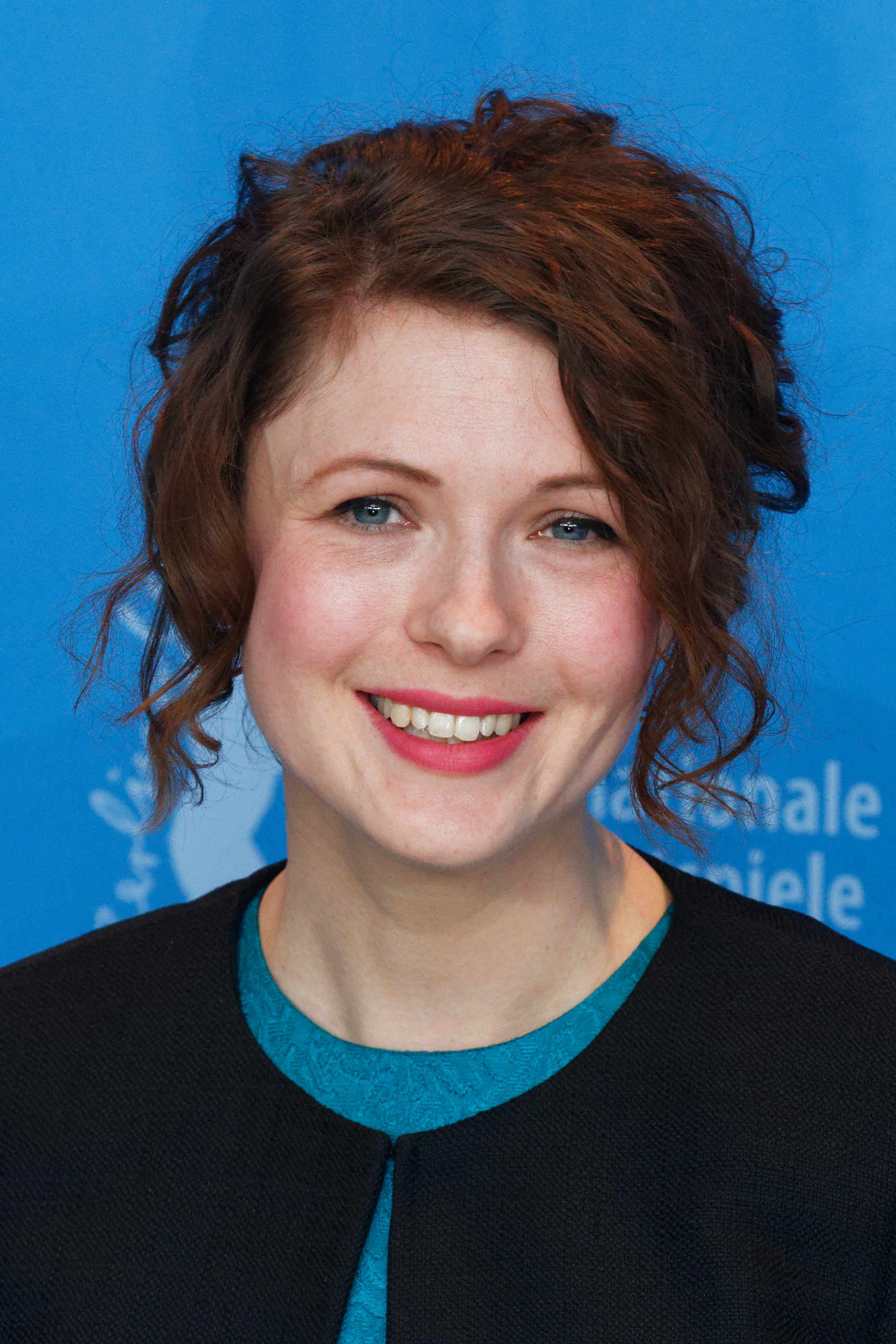
Hannah Steele (2017)

Hannah Steele ist eine britische Schauspielerin, bekannt aus den Serien Wölfe und The Night Manager. Seit 2010 tritt sie vor allem als Fernsehschauspielerin in Erscheinung.
Im Film Der junge Karl Marx (2017) spielt sie die Rolle der Mary Burns.

## Filmografie
- 2010: Doctors (6 Episoden)
- 2010: Doctor Who (Episode „Vampires of Venice“)
- 2011: Eric and Ernie (Fernsehfilm)
- 2012, 2019: Casualty (2 Episoden)
- 2013: Charlotte Link – Das andere Kind (Fernsehfilm)
- 2015, 2024: Wölfe (8 Episoden)
- 2016: The Night Manager (Episode 1x02)
- 2016: Black Mirror (Episode „Shut Up and Dance“)
- 2017: Der junge Karl Marx
- 2017: Die dunkelste Stunde (Darkest Hour)
- 2017: Love, Lies and Records (Episode 1x01)
- 2021: A Christmas Number One